# Toy Story 3
Toy Story 3 är en amerikansk datoranimerad komedifilm från 2010, producerad av Pixar Animation Studios. Filmen hade biopremiär i USA den 18 juni 2010.

## Handling
Woody, Buzz och de andra leksakerna skickas av misstag till ett dagis när deras ägare, Andy, börjar på college. På dagiset träffar de andra leksaker, men det blir inte som de har tänkt sig när de försöker att anpassa sig där. Då bestämmer de sig tillsammans med några av dagisets leksaker för att rymma.

## Om filmen
Jim Varney som spelade Slinky i de två första Toy Story-filmerna avled i lungcancer år 2000. Men producenten John Lasseter tillsatte Blake Clark i rollen som Slinky. Filmen regisseras av Lee Unkrich och produceras av Darla K. Anderson samt Apple-och-Disney-vd:n Steve Jobs. 
Woodys svenska röst görs i filmen inte längre av Björn Skifs, som i tidigare filmer, detta på grund av att han och Disney inte lyckades nå någon överenskommelse, Skifs ansåg dessutom att två filmer fick räcka för honom. Istället görs rösten av Jan Mybrand.
Filmen belönades med en Golden Globe och två Oscar i kategorin Bästa animerade långfilm och i kategorin Bästa sång. Det låg även i Disneys intresse att få filmen nominerad i kategorin Bästa film.
Filmen blev, redan innan den svenska premiären, Pixars mest inkomstbringande film. Tidigare hade Hitta Nemo rekordet, men i mitten av augusti 2010 hade Toy Story 3 spelat in 895 miljoner dollar världen över, inräknat en succépremiär som gav filmen 110 miljoner dollar (USA:s fjärde bästa bioöppning år 2010), vilket även gjorde filmen till år 2010:s mest inkomstbringande film. Vid slutet av året hade filmen spelat in 1,063 miljarder dollar, 415 miljoner i USA.
Filmen hade Sverigepremiär den 27 augusti 2010.